# 藤原真一
藤原 真一（ふじわら しんいち、1954年 - ）は、日本の実業家。日鉄エンジニアリング代表取締役社長。

## 経歴・人物
岡山県で医師の子として生まれる。1973年岡山県立岡山朝日高等学校卒業。1978年東京大学法学部卒業、新日本製鐵入社。1985年ハーバード大学ケネディスクール留学。1993年新日本製鐵原料第二部鉱石第二室長。2001年新日本製鐵欧州事務所長。2010年新日本製鐵参与。2011年新日本製鐵執行役員。2013年新日鐵住金常務執行役員。2015年新日鉄住金エンジニアリング代表取締役社長。2019年日鉄エンジニアリング代表取締役社長。
東京岡山県人会副会長。